# Mario Gentili (Radsportler, 1962)
Mario Gentili (* 5. März 1962 in Rom) ist ein ehemaliger italienischer Radrennfahrer und zweifacher Weltmeister.
Mario Gentili fuhr Radrennen als Amateur; sein Schwerpunkt lag auf Steherrennen. 1985 wurde er in dieser Disziplin Dritter bei den UCI-Bahn-Weltmeisterschaften in Bassano del Grappa. 1986 in Colorado Springs sowie 1987 in Wien wurde er jeweils Weltmeister hinter Schrittmacher Walter Corradin.
1987 belegte Gentili den dritten Platz bei der Cinturón a Mallorca.